# Capela de Nossa Senhora do Monte (Leiria)

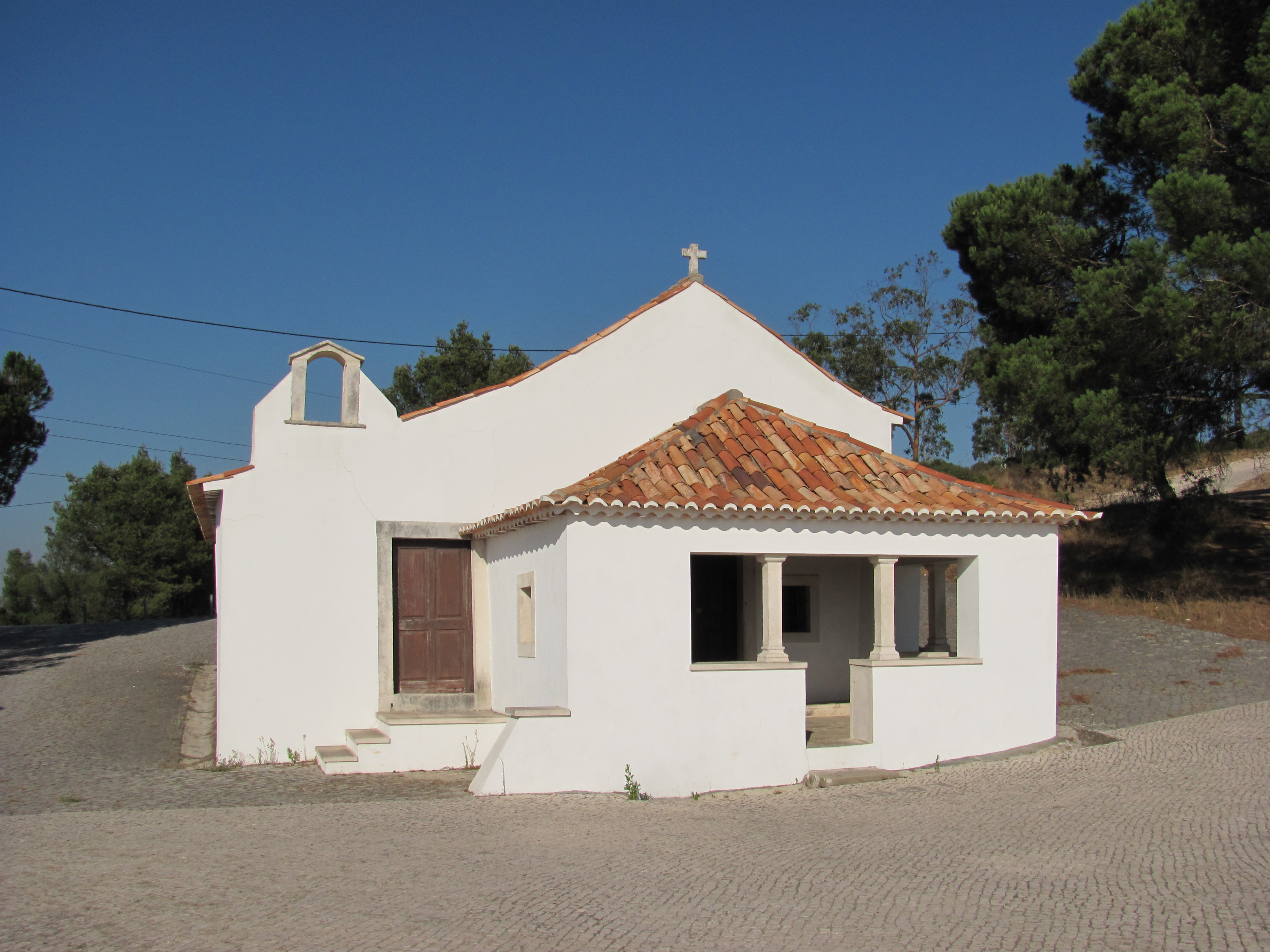
Capela de Nossa Senhora do Monte, Cortes, Leiria.

A capela de Nossa Senhora do Monte, datada de 1550, localiza-se no local conhecido popularmente como Pé-da-Cabeça-Do-Bom-Dia. A igreja pertence à freguesia das Cortes, no município de Leiria.
No local podemos ter uma grande vista sobre a freguesia das Cortes, e ao fundo podemos ver a cidade de Leiria. Em dias de céu limpo chega-se a avistar o mar. É no sopé do monte em que se situa a igreja que nasce o rio Lis.
Visto do miradouro podemos ainda ver à esquerda a Maunça, o ponto mais alto do concelho de Leiria.
Reza a lenda que a ermida foi mandada construir por volta de 1480 pelo navegador Diogo Gil que, perante uma grande tempestade, fez um voto a Nossa Senhora que iria erguer uma capela no monte que do mar ele avistava se esta o salvasse. Tendo a tempestade desaparecido logo depois, assim que chegou a Lisboa foi à procura desse monte para nele edificar a capela, e todos os anos iria fazer uma festa em honra da imagem que nela se encontra, tradição que se mantém até aos dias de hoje.
A capela é muito simples, com um alpendre, e numa fachada lateral tem uma placa que presta homenagem aos soldados da freguesia que combateram na Grande Guerra. A imagem da padroeira foi roubada em 1991, sendo substituída por uma escultura de Fernando Marques.